# Rockopop
Rockopop est une émission télévisée espagnole musicale diffusée sur la chaîne de télévision TVE, entre 1988 et 1992.

## Production
L'émission est diffusée sur la chaîne de télévision TVE, et réalisée par Beatriz Pécker entre 1988 et 1992. Elle est également présentée par Teresa Viejo et Paloma Serrano dans la rubrique La lista de éxitos. D'une durée de 60 à 90 minutes, selon les saisons, l'émission se présente comme un magazine musical. Elle succède à d'autres programmes emblématiques du genre diffusés sur la première chaîne de Televisión Española, tels que Tocata, A tope et Aplauso. 

## Groupes et artistes invités
Les groupes et artistes apparus sur le plateau de Rockopop comprennent notamment :
- Artistes espagnols : Joaquín Sabina, Miguel Bosé, Luz Casal, Rosario Flores ou Tino Casal.
- Groupes espagnols : Los Enemigos, Los Ronaldos, Celtas Cortos, Los Ilegales, Danza Invisible, Radio Futura, Tam Tam Go, Un pingüino en mi ascensor, Duncan Dhu, Héroes del Silencio, Gabinete Caligari, Loquillo y los Trogloditas, Cómplices, Olé Olé, Hombres G, Mecano, El Último de la Fila, Revólver, Barricada ou El Norte.
- Artistes internationaux : Paul McCartney, Mark Knopfler, Joe Cocker, Johnny Cash, Ofra Haza, Matt Bianco, Sam Brown, Glenn Medeiros, Jovanotti, C. C. Catch, Andy Cox, Terence Trent D'Arby, Eric Clapton, Jimmy Somerville, Michael Bolton, Kylie Minogue, Tevin Campbell, Martika ou Cyndi Lauper.
- Groupes internationaux : R.E.M., Eighth Wonder, Level 42, Depeche Mode, Tears for Fears, Milli Vanilli, Bananarama, Europe, Texas, Def Leppard, Black ou Army of Lovers.